# رسابه العليا (بكيل المير)

تعديل مصدري - تعديل

رسابه العليا هي إحدى قرى عزلة العطن بمديرية بكيل المير التابعة لمحافظة حجة، بلغ تعداد سكانها 71 نسمة حسب تعداد اليمن لعام 2004.